# Edmond Leclef (architect)
Edmond Leclef (Antwerpen, 6 april 1842 - 25 december 1902) was een Belgische architect. Hij bouwde voornamelijk herenhuizen, magazijnen en school- en religieuze gebouwen in Antwerpen en Vlaanderen. 

## Biografie
Edmond Leclef was de zoon van architect en ondernemer François Héliodore Leclef en Mélanie Stordiau. Hij was tevens de broer van de Belgische notaris en senator Louis Le Clef. Hij ontwierp onder meer het neogotische schoolgebouw voor het Sint-Jan Berchmanscollege in Antwerpen, dat hem een gouden medaille op de Wereldtentoonstelling van 1894 in Antwerpen opleverde, de Vrije Technische Scholen (Technicum Noord-Antwerpen) en het Klooster Mater Dei-instituut in Leuven. 

## Noot
1. ↑  https://www.schoonselhof.be/2bberchem/Leclef%20Edmond.html

## Referentie
- Dit artikel of een eerdere versie ervan is een (gedeeltelijke) vertaling van het artikel Edmond Leclef op de Franstalige Wikipedia, dat onder de licentie Creative Commons Naamsvermelding/Gelijk delen valt. Zie de bewerkingsgeschiedenis aldaar.